# Domenico Zanconti
Domenico Zanconti (Pescantina, 1739 circa – 12 novembre 1809) è stato un pittore italiano attivo soprattutto a Verona.
Studiò pittura nella scuola dei Marcola. Realizzò un olio su tela raffigurante una Beata Vergine e il Bambino con Sant'Antonio da Padova in gloria per la chiesa di San Tomio, oggi perduta.  Per la chiesa di Santa Maria Antica realizzò una copia ad olio di una tavola di Marco Marcola, dipinta sul muro di un capitello. Dipinse ad olio alcune azioni della vita di San Nicola da Tolentino in quindici piccole figure disposte intorno alla statua del detto Santo per il suo altare della chiesa di Sant'Eufemia. Ad affresco fece un Cristo morto in grembo dell'addolorata Madre per la facciata di una casa tra via San Giovanni in Valle e via del Redentore a Verona. Realizzò anche un quadro ad olio, raffigurante Maria Vergine che porge Gesù Bambino a Sant'Antonio di Padova, esposto sulla facciata d'una casa presso il ponte Pietra. Morì nel 1809 dopo un anno di malattia.